# Coup d'État de 1856 au Luxembourg
Le coup d'État de 1856 au Luxembourg ou putsch de 1856 désigne la révision réactionnaire de la constitution luxembourgeoise de 1848 adoptée le 27 novembre 1856. Bien que n'étant pas un coup d'État ou une révolution à proprement parler, le terme de « coup d'État » ou « coup royal » est largement utilisé par ses détracteurs, cette révision élargissant considérablement les pouvoirs du roi-grand-duc Guillaume III, ce nom est resté.

## Histoire

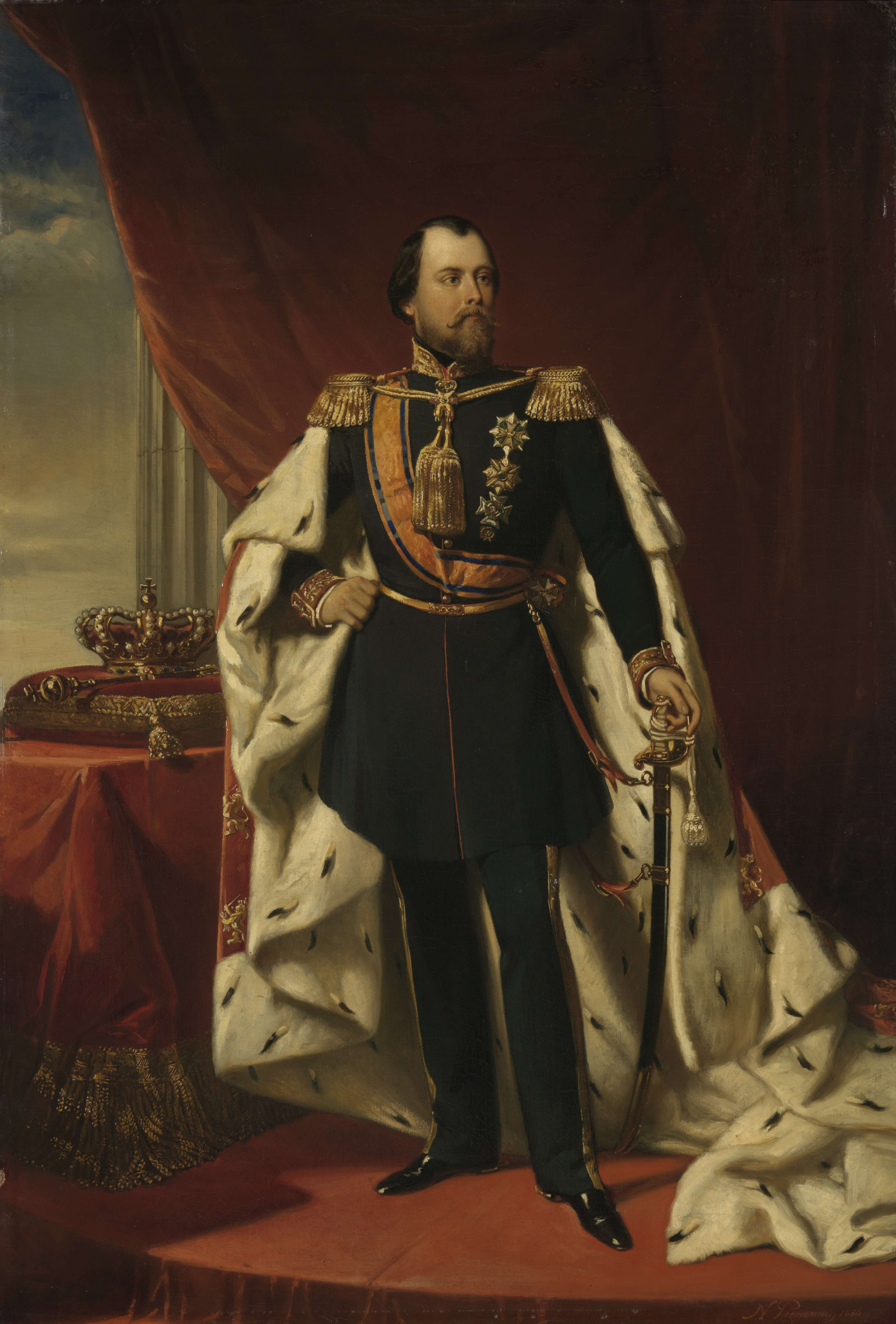
Guillaume III, grand-duc de Luxembourg.

Destinés à renverser les succès libéraux incarnés par la constitution luxembourgeoise de 1848, les principaux changements promulgués par le roi-grand-duc  ont été annulés avec la promulgation d'une nouvelle constitution en 1868, après la crise luxembourgeoise. Cependant, certains changements, tels que la création du Conseil d'État sont restés en place.
La formation du gouvernement luxembourgeois à cette époque nécessitait l'appui de la Chambre des députés et du grand-duc ; sans le premier, le gouvernement de La Fontaine s'est effondré en 1848, tandis que le gouvernement Willmar a été dissout par le Grand-Duc en 1853, malgré la confiance de la Chambre des députés. Cela a créé une rivalité entre la monarchie et la Chambre.
Dans son discours du Trône du 7 octobre 1856, le prince Henri des Pays-Bas, frère cadet du roi et, en son nom, gouverneur du Luxembourg, annonça la modification de la constitution, qui, a-t-il déclaré, était nécessaire pour l'aligner sur le reste de la Confédération allemande. Les libéraux à la Chambre ont été scandalisés et ont exigé que tout changement respecte les libertés acquises lors de la révolution luxembourgeoise de 1848 et l'indépendance du Luxembourg par rapport aux Pays-Bas, qui est en union personnelle avec le Luxembourg. Le projet de réponse des libéraux a été adopté par 31 voix contre 15.
Le 28 octobre, la Chambre a décidé de suspendre ses travaux à la date 19 novembre. Ce jour-là, la Chambre a retiré sa confiance au gouvernement et a demandé un autre ajournement, qui a été rejeté. Les libéraux ont quitté la Chambre, refusant de rentrer le lendemain. En réponse à cela, le grand-duc dissout la Chambre et le gouvernement a présenté au grand-duc une nouvelle constitution, ainsi qu'une condamnation du retrait des oppositions. Le Grand-Duc a signé le 27 novembre et les modifications ont été publiées au Mémorial le 30 novembre. Elle a été approuvée par la Confédération allemande le 29 janvier 1857.

## Changements
Les changements de la constitution de 1856 incluent :
- La création du Conseil d'État, inspiré du modèle français et nommé par le grand-duc. Bien que le modèle de nomination ait été révisé en 1866, le Conseil d'État existe toujours ;
- Restrictions de la liberté de la presse, abrogées en 1868[4].
- Ajout dans la constitution de la phrase « La puissance souveraine réside dans la personne du Roi Grand-Duc », supprimée par amendement le 15 mai 1919 ;
- Une augmentation du cens, qui disparaît progressivement jusqu'à l'introduction du suffrage universel en 1919 ;
- La réorganisation des élections à la Chambre des députés pour inclure deux classes de députés : ceux qui ont payé plus de 125 francs d'impôts ont élu 15 membres représentant les cantons ; ceux qui payent entre 10 et 125 francs ont élu 16 membres représentant les districts, donnant ainsi aux riches une représentation bien au-delà de leur proportion dans la population, à l'instar des dispositions de la constitution prussienne de 1850. La constitution luxembourgeoise de 1868 abroge cette disposition.